# Arthur B. Modine
Arthur B. Modine, auch in der Namensvariante Arthur Bernard Modine (* 27. Oktober 1885 in Chicago, Cook County, Illinois, Vereinigte Staaten; † 11. Juni 1981 in Jupiter, Palm Beach County, Florida, Vereinigte Staaten), war ein US-amerikanischer Erfinder und Konstrukteur. Für die Produktion seiner speziellen Fahrzeugkühler gründete er 1916 die Modine Manufacturing Company.
Modine war Ingenieur und hatte einen Abschluss an der Universität von Michigan gemacht. Insgesamt meldete er 120 Erfindungen zum Patent an, das letzte im Alter von 91 Jahren. Bis 1972 war er für das von ihm gegründete Unternehmen tätig. Bis 1946 war er dessen Präsident.
In Kottingbrunn wurde die Arthur-B.-Modine Straße nach ihm benannt.